# Італійці браві хлопці
«Італійці браві хлопці» (італ. «Italiani brava gente», у англомовному прокаті «Атака та відступ» англ. «Attack and Retreat», у радянському прокаті «Вони йшли на Схід» рос. «Они шли на Восток») — чорно-біла італо-радянська історична драма 1964 року режисера Джузеппе Де Сантіса про події 1941–1943 років на німецько-радянському фронті Другої світової війни.

## Сюжет
У фільмі оповідається про трагічну долю солдатів та офіцерів італійського експедиційного корпусу в Росії. Час дії — Друга світова війна. Літо 1941 року. Полк, яким командує полковник Сермонті, направлений на «східний фронт» в Радянський Союз. Ентузіазм італійських солдатів скоро поохолоне: величезні простори, складні погодні умови, ворожість населення, жорстоке поводження з ув'язненими з боку німців, жорстокі перші бої, політика випаленої землі, складні стосунки з союзником, контрнаступ радянських військ під Москвою повільно підривають бойовий дух італійців. У цьому поході гине в соняшниковому полі каменяр з Черіньоли Лоріс, потім Коллоді — печатник з Тоскани, молодий селянин Бадзоккі та інші. Остаточно дух італійців буде підірваний під час боїв на Дону і Сталінградської битви. Після Сталінграду вони відступають, втративши багатьох товаришів і останні ілюзії. Серед відступаючих старшина Габріеллі. Йому теж не судилося більше побачити батьківщину: після багатоденного болісного переходу Габріеллі замерзне в пустельному полі…

## Історія створення фільму
Фільм з проектною назвою «Італійці браві хлопці» — воєнно-історична драма італійської кіностудії «Галатея». Один з перших спільних проектів зарубіжних кінематографістів із радянським кіно. В СРСР до роботи над картиною підключили «Мосфільм», а у творців стрічки з'явилися «дублери»: у радянському варіанті титрів фільму постановником фігурує Джузеппе Де Сантіс, а «режисером-співпостановник» — Дмитро Васильєв.
Місця зйомок — Полтава і села Полтавської області Чернечий Яр, Гора, Нижні Млини.
Італійських солдат у фільмі грали італійці, радянських громадян — артисти радянського кіно: одну з головних ролей — української дівчини — зіграла полтавка Жанна Прохоренко, яка чотирма роками раніше прославилася завдяки фільму «Балада про солдата». Ще одна з головних жіночих ролей дісталася Тетяні Самойловій, що вже була відомою актрисою завдяки ролі у фільмі «Летять журавлі».
У масовках знімалися місцеві жителі й курсанти школи молодших командирів зв'язку з Полтави (так званих «Червоних казарм»): жителі Чернечого Яру грали по суті самих себе, а «червоноказармівці» зображали радянських і німецьких солдатів. Італійці були вражені гостинністю українських селян, але здивовані їхнім побутом, що не дуже відрізнявся від довоєнного. Для зйомок у масовках селянам навіть не треба було перевдягатися — «гардероб» порівняно з 1941 роком здебільшого не змінився.
Світова прем'єра фільму відбулася 16 вересня 1964 року. В СРСР — 21 грудня 1964-го. Цей фільм — один із останніх сплесків «відлиги» перед «залізною завісою». В СРСР його не надто жалували: «ідеологічно невитриману» назву змінили на «Вони йшли на Схід», а після прем'єри стрічку надовго поклали «на полицю». Адже вона викликала у радянських глядачів співчуття до італійців, які все ж були загарбниками, хоч здебільшого й «добрими».

## У ролях
- Артур Кеннеді — Ферро-Марія Феррі
- Жанна Прохоренко — Катя
- Раффаеле Пізу — старшина Габріеллі
- Тетяна Самойлова — Соня
- Андреа Чеккі — Сермонті
- Ріккардо Куччолла — Санна
- Пітер Фальк — військовий лікар
- Ніно Вінджеллі — солдат з Амальфи
- Лев Пригунов — Баццокі
- Ельза Леждей — партизанка
- Сергій Лук'янов — (Д. І. Васильєв — Командир партизанського загону)

- а також Леа Массарі, Джино Перніче, Вінченцо Поліцці, Валерій Сомов, Володимир Балашов та ін.

## Цікаві факти
- В січні 2013 року, напередодні свого 75-го дня народження, відомий італійський актор та співак Адріано Челентано вирішив піднести шанувальникам невеликий сюрприз, розмістивши у своєму інтернет-блозі раніше не опубліковане відео з кінопробами на роль у фільмі «Вони йшли на Схід». Незважаючи на те, що актор успішно пройшов проби, він не став зніматися в цій картині, оскільки, начебто, не хотів надовго розлучатися зі своєю дружиною — Клаудією Морі.